# Gottschalk Eduard Guhrauer
Gottschalk Eduard Guhrauer (* 12. Mai 1809 in Bojanowo (Posen); † 5. Januar 1854 in Breslau) war Literaturhistoriker.

## Leben
Gottschalk Eduard Guhrauer war der Sohn des jüdischen Kaufmanns Heyman Guhrauer und der Caroline Guhrauer, geb. Gurman. Seine Eltern starben, als er zwölf Jahre alt war. Er besuchte zunächst die Stadtschule in Bojanowo, seit 1823 das Friedrichs-Gymnasium in Breslau. Zu Ostern 1829 nahm er das Studium der  Philosophie und Philologie an der Universität Breslau auf. 1832 wechselte er an die Königliche Universität zu Berlin, wo er 1835 promovierte. Am 22. Mai 1835 ließ sich Guhrauer unter dem Einfluss des englischen Missionars William Ayerst in der Nikolaikirche evangelisch taufen.
Guhrauer wurde dort 1837 Lehrer am Kölnischen Gymnasium in Berlin. Schon während seiner Universitätsstudien (1831) bei Ausarbeitung einer gekrönten Preisschrift über Leibniz’ Verdienste auf das Studium der Schriften desselben hingeleitet, begab er sich 1836 nach Hannover, um Leibniz’ handschriftlichen Nachlass zu einer kritischen Bearbeitung des Lebens und der Schriften des großen Gelehrten zu benutzen.
Zu demselben Zweck hielt er sich 1838 und 1839 in Paris auf. Er wurde 1841 Kustos der königlichen und Universitäts-Bibliothek in Breslau, habilitierte sich 1842 als Privatdozent der Literaturgeschichte daselbst, wurde 1843 zum Professor ernannt.
Guhrauer gab Leibnitz’s deutsche Schriften (Berlin 1838 bis 1840, 2 Bde.) sowie Goethes Briefwechsel mit Knebel (Leipzig 1851, 2 Bde.) heraus und lieferte seit 1835 zahlreiche literarhistorische Beiträge für Zeitschriften und Sammelwerke. Endlich übernahm Guhrauer die Vollendung von Danzels Werk über Lessing (Leipzig 1853, Band 2).
An Leibniz hob Guhrauer besonders dessen patriotisches Eintreten für die deutsche Nation hervor (ohne es freilich zu seinem „Kosmopolitismus“ in Widerspruch zu setzen).
Am 27. April 1841 heiratete Guhrauer in Breslau Emilie Cäcilie Bodstein, Tochter des Berthold Bodstein.
Gottschalk Eduard Guhrauer verstarb am 5. Januar 1854 an den Folgen eines entzündeten Brustgeschwürs. Er wurde auf dem Magdalenen-Kirchhof am Ohlauer Stadtgraben beigesetzt. Seine Witwe musste bis 1871 mehrmals Unterstützungsgesuche an die preußischen Behörden richten.

## Werke
- Mémoire sur le Projet de Leibnitz Relatif à l’Expedition d’Égypte Proposé à Louis XIV. en 1672 (Paris 1839).
- Kur-Mainz in der Epoche von 1672 (Hamburg 1839, 2 Bde.).
- Lessings Erziehung des Menschengeschlechts, kritisch und philosophisch erläutert (Berlin 1841).
- Das Heptaplomeres des Jean Bodin (Berlin 1841).
- G. W. v. Leibniz, eine Biographie (Breslau 1842, 2 Bde.; Nachträge 1846).
- Jungius und sein Zeitalter (Stuttgart 1850).
- Die Weissagung von Lehnin. Eine Monographie (Breslau 1850).